# Майер, Штепанка
Штепанка Майер (нем. Stepanka Mayer; при рождении Вокржалова (чеш. Vokřálová); род. 8 июля 1949) — немецкая шахматистка, международный мастер среди женщин (1970).
Пятикратный чемпион Чехословакии среди женщин (1968, 1970, 1972, 1977 и 1978).
В составе сборной Чехословакии участница трёх Олимпиад (1969—1974) и одной за сборную ФРГ (1984).

## Изменения рейтинга
| Графики недоступны из-за технических проблем. См. информацию на Фабрикаторе и на mediawiki.org. |